# Ghiacciaio Gould
Il ghiacciaio Gould (in inglese Gould Glacier) (66°47′S 64°39′W) è un ghiacciaio lungo circa 19 km situato sulla costa di Foyn, nella Terra di Graham, in Antartide. Il ghiacciaio, il cui punto più alto si trova 502 m s.l.m., fluisce verso sudest, a ovest del ghiacciaio Aagaard, fino ad entrare nell'insenatura di Mill e andando quindi ad alimentare la piattaforma di ghiaccio Larsen.

## Storia
Il ghiacciaio Gould fu fotografato per la prima volta durante voli di ricognizione svolti tra il 1946 e il 1947 dal Falkland Islands Dependencies Survey (FIDS) e chiamato "ghiacciaio Gould orientale". Fino al 1957 si pensava che esso, assieme ad un altro ghiacciaio battezzatto "ghiacciaio Gould occidentale", riempisse una depressione trasversale alla Terra di Graham, quando però un'ulteriore ricognizione, effettuata appunto nel 1957, rivelò che tra i due ghiacciai non vi era una continuità topografica, il ghiacciaio Gould occidentale fu rinominato ghiacciaio Erskine e quello orientale rimase semplicemente ghiacciaio Gould. Il nome della formazione deriva da quello di Rupert T. Gould, storico britannico dell'Antartide e cartografo.